# Sainte-Brigitte-de-Laval
Sainte-Brigitte-de-Laval è un comune del Canada, situato nella provincia del Québec, nella regione di Capitale-Nationale.